# Christine Drazanová
Christine Drazanová (Drazan, * 28. května 1972 Klamath Falls) je americká politička za Republikánskou stranu. Od ledna 2019 do ledna 2022 byla poslankyní oregonské sněmovny reprezentantů, toho byla od září 2019 do listopadu 2021 předsedkyní sněmovní menšiny. Na mandát rezignovala, aby se soustředila na kampaň pro volby do funkce oregonského guvernéra, ovšem ve volbách ji porazila kandidátka Demokratické strany Tina Koteková. Ve funkci poslance ji nahradil James Hieb.
Narodila se v Klamath Falls v Oregonu do rodiny Deboyových. Vystudovala na Univerzitě George Foxe v Newbergu. Pracovala jako ředitelka komunikace pro Marka Simmonse, který byl v letech 2001–2003 předsedou oregonské sněmovny reprezentantů. Od roku 1997 je vdaná, s manželem Danielem Josephem Drazanem mají tři děti.